# Nave frigorifera

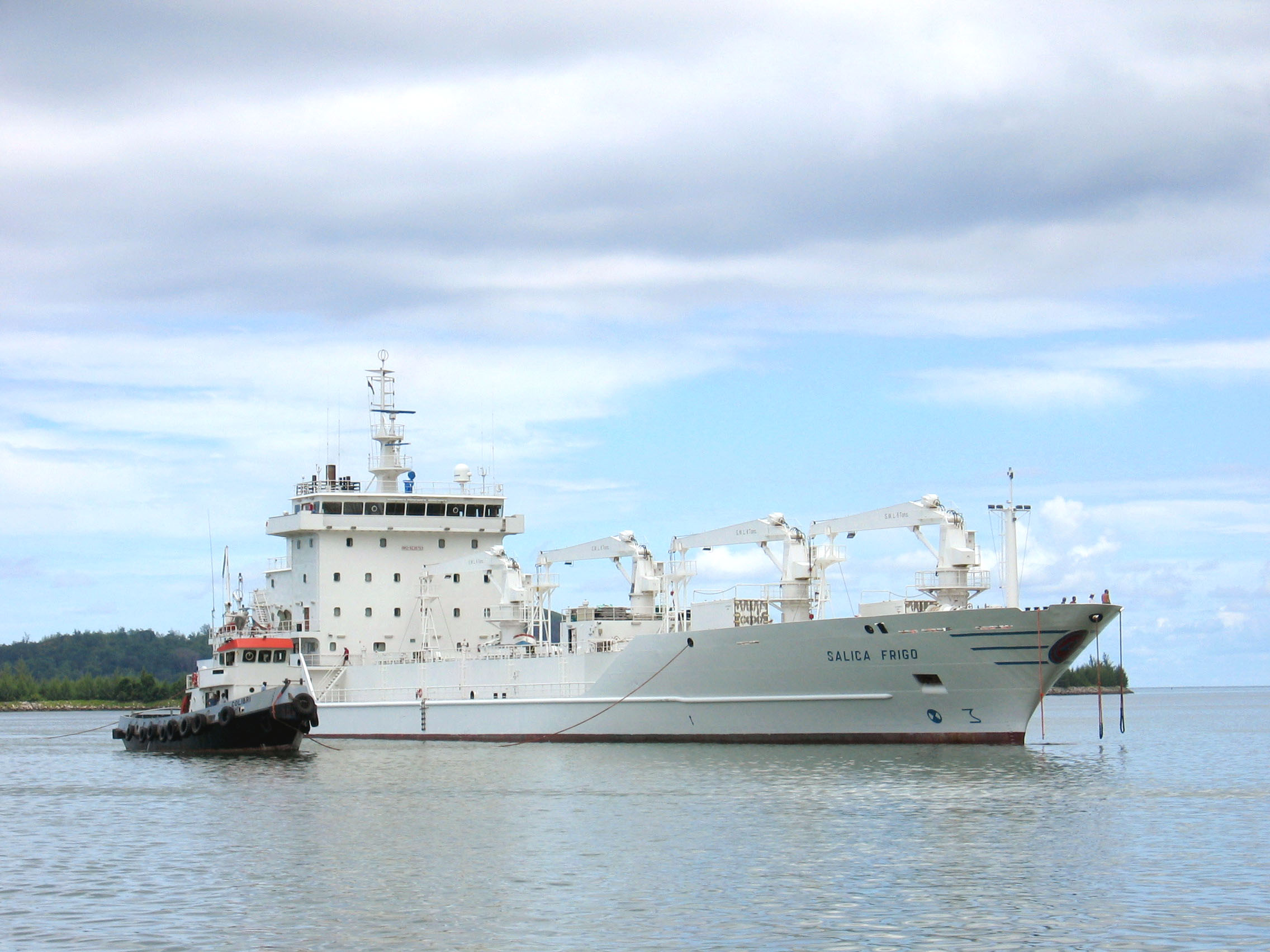
La Salica Frigo di 7000 tsl all'accosto

Una nave frigorifera è una nave da carico che trasporta prodotti deperibili che necessitano una certa refrigerazione durante il loro trasporto, come la frutta o la carne.